# Јанез Плетершек
Јанез Плетершек (словен. Janež Pleteršek; Марибор, 19. јуни 1960) је бивши словеначки алпски скијаш који је као југословенски репрезентативац учествовао на Олимпијским играма 1984 у Сарајеву.
Такмичио се у спусту, где је од 61 такмичара заузео 27. место.